# Nagypeterd
Nagypeterd é um município da Hungria, situado no condado de Baranya. Tem 11,63 km² de área e sua população em 2019 foi estimada em 660 habitantes.